# Distretto di Phrao
Phrao (in thailandese พร้าว, [pʰráːw]) è un distretto (amphoe) della parte nord-est della Provincia di Chiang Mai, situata nel nord della Thailandia. La sua città principale, Phrao, si trova a 107 km di distanza da Chiang Mai.

## Storia
Secondo le antiche cronache di Chiang Mai, il nome Phrao venne dato alla città nel 1281 da re Mangrai dei Lanna quando invase il regno di Hariphunchai. Mangrai mandò il suo terzo figlio, Khrua, a regnare su Phrao, che in seguito divenne una delle più importanti città del regno Lanna.

## Geografia
I distretti confinanti sono Doi Saket, Mae Taeng, Chiang Dao, Chai Prakan, Mae Suai e Wiang Pa Pao.

Panoramica delle montagne del Khun Tan Range, presenti nel distretto

## Amministrazione
Il distretto è diviso in 11 sotto-distretti (tambon), che a loro volta sono divisi in 108 villaggi (muban).
| n° | Nome                  | Villaggi | Abitanti |
| -- | --------------------- | -------- | -------- |
| 1  | Wiang (เวียง)          | 6        | 3.803    |
| 2  | Thung Luang (ทุ่งหลวง)  | 6        | 1.821    |
| 3  | Pa Tum (ป่าตุ้ม)         | 12       | 5.475    |
| 4  | Pa Nai (ป่าไหน่)        | 10       | 4.799    |
| 5  | San Sai (สันทราย)      | 15       | 6.646    |
| 6  | Ban Pong (บ้านโป่ง)     | 8        | 4.053    |
| 7  | Nam Phrae (น้ำแพร่)     | 8        | 3.484    |
| 8  | Khuean Phak (เขื่อนผาก) | 10       | 5.021    |
| 9  | Mae Waen (แม่แวน)      | 11       | 5.517    |
| 10 | Mae Pang (แม่ปั๋ง)       | 13       | 6.571    |
| 11 | Long Khot (โหล่งขอด)   | 9        | 5.032    |